# Brańsk (gmina)
Brańsk est une gmina rurale du powiat de Bielsk Podlaski, Podlachie, dans le nord-est de la Pologne.
La gmina couvre une superficie de 227,3 km2 pour une population de 6 370 habitants.

## Géographie
La gmina a pour siège la ville de Brańsk, qui n'est pas incluse dans la gmina.
La gmina contient aussi les villages de Bronka, Brzeźnica, Burchaty, Chojewo, Chojewo-Kolonia, Chrościanka, Dębowo, Domanowo, Ferma, Glinnik, Holonki, Jarmarkowszczyzna, Kadłubówka, Kalnica, Kalnowiec, Kiersnowo, Kiersnówek, Kiewłaki, Klichy, Konotopa, Koszewo, Lubieszcze, Majerowizna, Markowo, Mień, Nowosady, Oleksin, Olędy, Olędzkie, Olszewek, Olszewo, Otapy, Pace, Pasieka, Patoki, Pietraszki, Płonowo, Poletyły, Popławy, Pruszanka Stara, Pruszanka-Baranki, Puchały Nowe, Puchały Stare, Spieszyn, Szmurły, Ściony, Świrydy, Widźgowo, Załuskie Koronne, Załuskie Kościelne et Zanie.
La gmina est bordée par la ville de Brańsk et les gminy de Bielsk Podlaski, Boćki, Dziadkowice, Grodzisk, Klukowo, Nowe Piekuty, Poświętne, Rudka, Szepietowo et Wyszki.